# フジヤマライナー
フジヤマライナーは、山梨県富士吉田市と大阪府大阪市を結ぶ高速バス路線である。ここでは大阪市から神奈川県小田原市を結ぶ金太郎号（きんたろうごう）についても併記する。
ともに全席指定制のため、乗車には予約が必要である。

## 概要
近鉄バスは2000年9月に運行を開始した、大阪市から山梨県甲府市を結ぶクリスタルライナーの利用状況が好評であることを踏まえ、今度は山梨県東部地方を結ぶ路線を開設することになった。そして2005年7月に山梨県東部地方を管轄する富士急行系列の富士急山梨バス（当時。現・富士急バス）との共同運行で開業した。
運行当初は夜行便と昼行便があったが、2007年より昼行便が廃止され現在は夜行便のみとなっている。
2008年10月1日に系統分離され、沼津・御殿場経由で新松田駅を結ぶ便「金太郎号」を新設し、「フジヤマライナー」の名称を引き継いだ富士吉田発着便は富士宮市経由となった。
2012年には期間限定で「フジヤマライナー」に4列シートの格安便（通常便に対し2,000円引き）を設定。翌2013年7月より通年運行に移行している。

## 運行会社
富士吉田線「フジヤマライナー」
- 近鉄バス（八尾営業所）
- 富士急バス（旧・富士急山梨バス、本社営業所）

小田原線「金太郎号」
- 近鉄バス（八尾営業所）
- 富士急モビリティ（湘南営業所）

## 停車地

### 富士吉田線「フジヤマライナー」
あべの橋駅 - 近鉄なんば駅西口（OCATビル） - 大阪駅前（地下鉄東梅田駅） -  京都駅八条口（F3のりば） - （ 名神高速道路・東名高速道路経由）- 東静岡駅（北口） - 富士駅 - 富士宮駅 - 大石寺 - 富士急ハイランドバスターミナル - 富士山駅  - 河口湖駅
- 2008年10月1日より金太郎号開設に伴い御殿場車庫と山中湖（ホテルマウント富士入口）は廃止された。
- 大阪駅前（地下鉄東梅田駅）は定期便（1号車）のみ乗降扱いを行い、臨時便（2号車以降）は停車しない。

### 小田原線「金太郎号」
近鉄なんば駅西口（OCATビル） - 大阪駅前（地下鉄東梅田駅） -（阪神高速池田線）-（名神高速道路）- 京都駅八条口（F3のりば） - （ 新名神高速道路・新東名高速道路経由）- 新富士駅 -（国道1号）- 沼津駅北口 -（県道394号）- 三島駅北口 - （国道246号）- 御殿場駅 - （東名高速道路）- 松田車庫 -（国道255号）- 小田原駅（東口）
- 富士山特急線を系統分離した形で2008年10月1日に開設。京都・大阪と静岡県東部・神奈川県西部とを結ぶ。新富士駅、沼津駅、御殿場駅は富士吉田線から移された停留所である。
- 大阪駅前（地下鉄東梅田駅）は定期便（1号車）のみ乗降扱いを行い、臨時便（2号車以降）は停車しない。
- 2017年1月より金太郎号のみ、あべのハルカス（天王寺駅）への停車を廃し、近鉄なんば駅西口（OCATビル）を始発終着とする路線短縮を行った[1]。
- 2017年2月1日より、神奈川県松田町内の停留所を新松田駅より松田車庫（富士急湘南バス本社）に変更。
- 大阪方面行の開放休憩は、かつての東名高速経由では富士川SAであったが、新東名高速経由に変更してからは清水PAで行っている。小田原方面行の開放休憩は土山SAで実施する。

## 沿革
- 2005年（平成17年）7月 - 「フジヤマライナー」運行開始。
- 2008年（平成20年）10月1日 - 「金太郎号」運行開始。
- 2010年（平成22年）3月20日 - 「金太郎号」が小田原駅東口へ延伸。東静岡駅への停車を廃止。
- 2012年（平成24年）3月16日 - この日から同年4月1日までの期間限定で「フジヤマライナー」に4列シートの格安便を運行（3列シートの通常便も運行）[2]。同様の格安便は同年7月14日 - 11月30日にも運行された[3][4]。
- 2013年（平成25年）7月5日 - 「フジヤマライナー」4列シート格安便の通年運行を開始（3列シートの通常便も引き続き運行する）[5]。
- 2015年（平成27年）4月24日 - 「金太郎号」三島駅北口停留所新設。
- 2017年（平成29年）5月8日 - この日から2018年（平成30年）3月15日までの期間限定で、「金太郎号」の平日（月～木）出発便のみ片道3,900円の割引運賃を適用（インターネット予約・席数限定／繁忙期除く）。
- 2020年（令和2年）
  - 4月9日 - 新型コロナウイルス感染拡大の影響により、「フジヤマライナー」「金太郎号」ともこの日の出発便より当面の間運休[6][7][8]。
  - 6月16日 - この日の出発便より「フジヤマライナー」「金太郎号」とも運行を再開[9][10][11]。
- 2021年（令和3年）
  - 1月16日 - この日の出発便より「フジヤマライナー」「金太郎号」とも当面の間運休[12][13][14]。
  - 3月1日 - この日の出発便より「フジヤマライナー」運行を再開[15]
- 2024年（令和6年）4月1日 - 「金太郎号」松田車庫、なんばOCAT　バス停廃止

## 車両・サービス
- 28人ないし27人乗り独立3列シート車で運行。格安便は4列シート車。
- ドリンクサービスおよび毛布・スリッパの貸与あり。
- 通路側プライバシーカーテンあり。近鉄バス便はコンセントに加え、Wi-Fi接続サービスあり。[16]